# Toluca
Toluca é a capital do Estado do México. A prefeitura tem uma população de 910 608 habitantes, com 2 456 150 na zona metropolitana. É praticamente conurbada com a Cidade do México, a capital do país, estando seu centro a 45 minutos da Cidade do México. 

Uma das atrações interessantes é o vulcão, adormecido e ainda não totalmente extinto, Nevado de Toluca, que fica a 22 quilômetros da cidade. Entre Toluca e Metepec (cidade com quem Toluca compartilha a zona metropolitana) tem apenas uma avenida separando ambas cidades. No zona centro da cidade há o magnífico "El Cosmovitral", um jardim botânico com belíssimos vitrais. Nas proximidades da cidade, localiza-se um sítio arqueológico pré-hispânico que vale a pena visitar, chamado Calixtlahuaca. E a 30 minutos há outro, chamado Teotenango, que fica em Tenango del Valle, com pirâmides astecas.

## Localização
| Noroeste: Calixtlahuaca           | Norte: Santa Ana Azcapotzaltongo | Nordeste: San Pedro Autopan      |
| Oeste: San Mateo Oxtotitlán       |                                  | Leste: San Miguel Tlalmimilolpan |
| Sudoeste: San Miguel Zinacantepec | Sul: Capultitlán                 | Sudeste: Metepec                 |

## Curiosidades
- A personagem Dona Neves do seriado Chaves é de lá. Esta cidade foi citada no episódio Dona Neves Chega a Vila.
- Foi nessa cidade em que a atriz Ninel Conde nasceu.
- Toluca é a cidade capital com mais altitude em América do Norte.